# Chiesa di San Michele (Parabiago)
La Chiesetta di San Michele è una chiesa del centro storico di Parabiago, che dipende dalla Parrocchia dei Santi Gervasio e Protasio (sede prepositurale della cittadina). Dà il nome alla via principale dell'antico rione San Michele. Sul suo lato sinistro si apre piazza Mercato.

## Storia

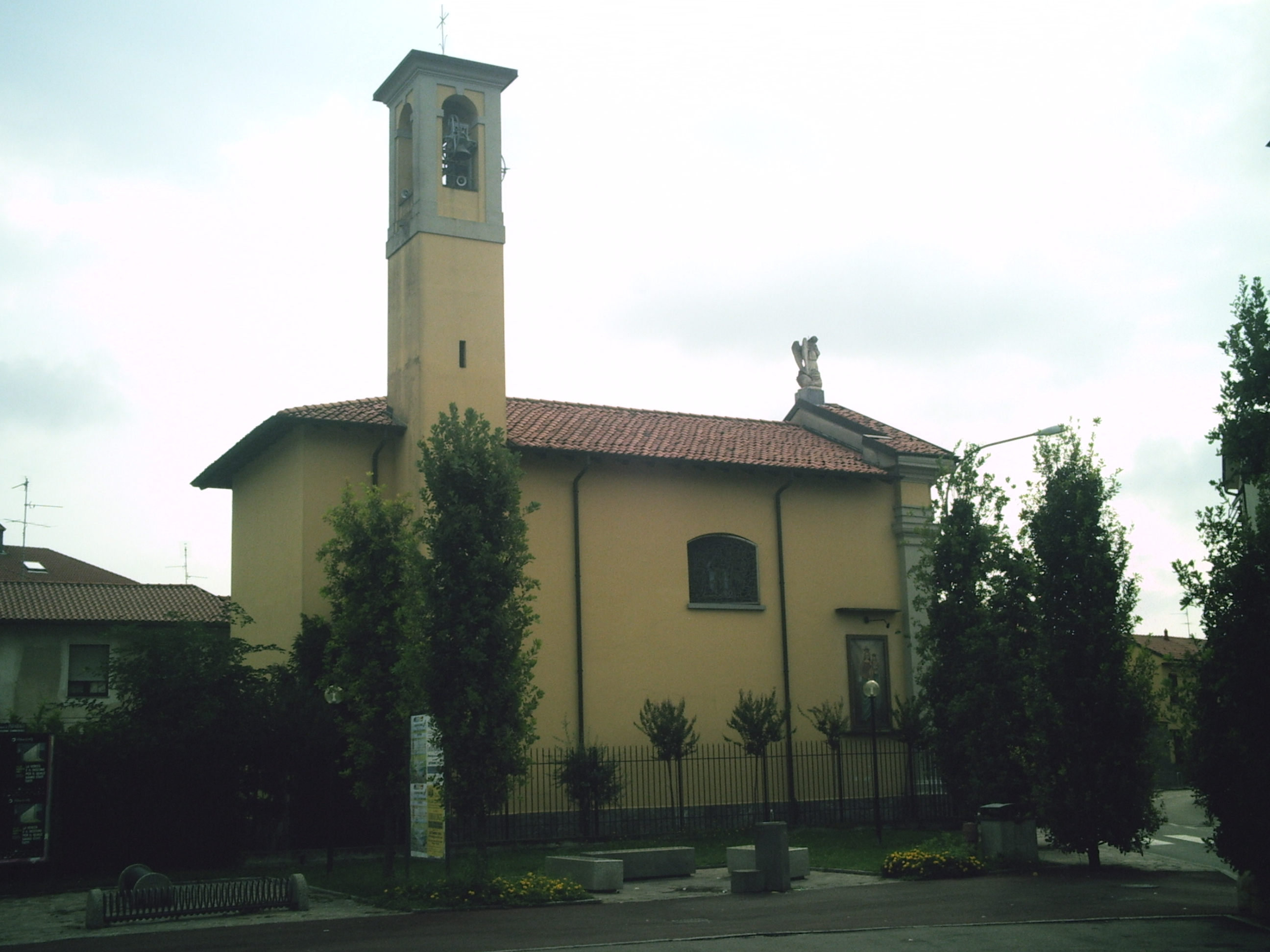
Vista da piazza Mercato

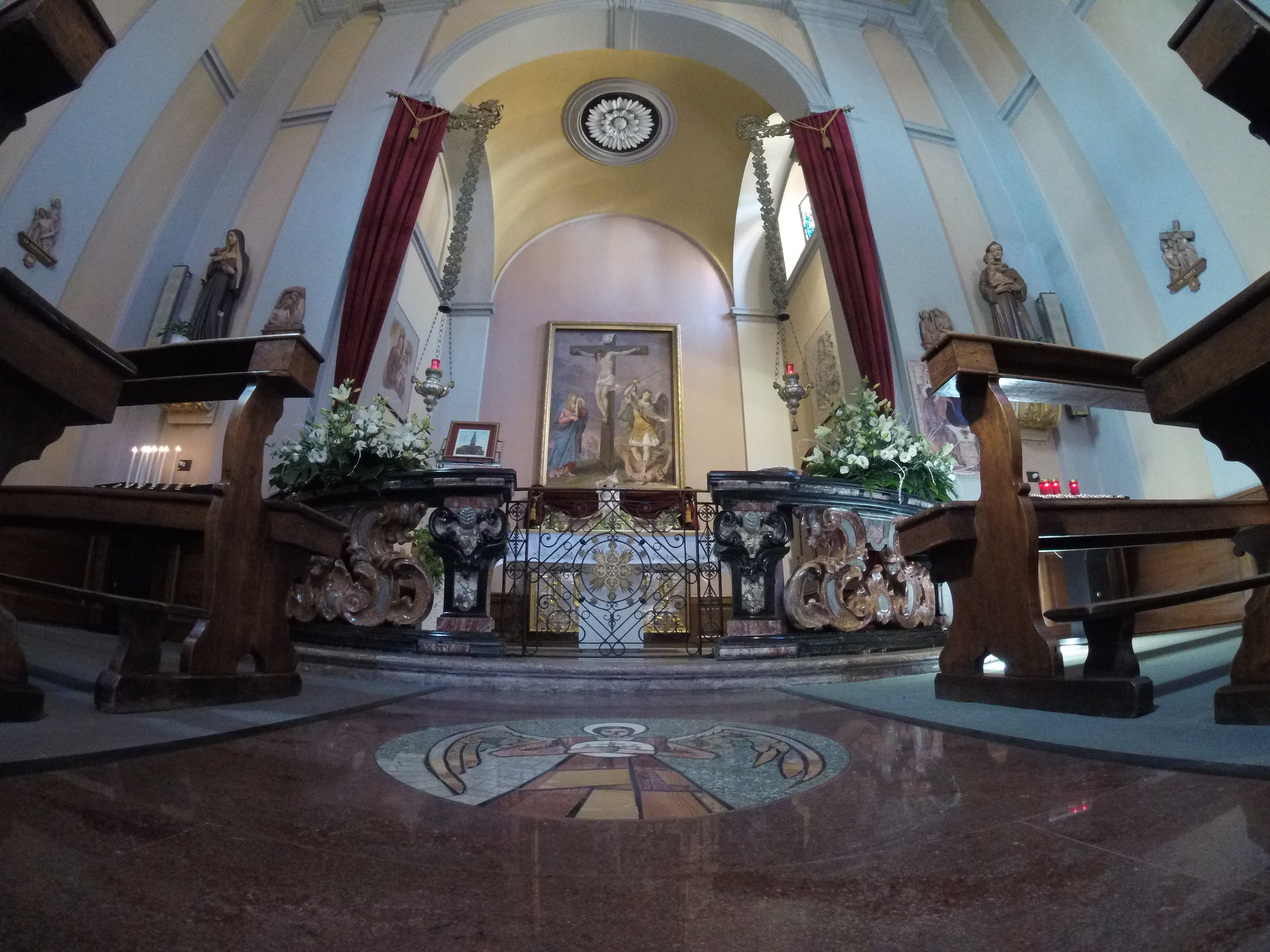
L'interno

Edificio di incerta datazione, probabilmente l'attuale sorge sul luogo dove in un tempo remoto esisteva una cappellina campestre dedicata all'Arcangelo Michele, la sua posizione particolare farebbe pensare che tale cappelletta fosse probabilmente un ex voto visconteo al "Santo guerriero", dovuto alla localizzazione del primo scontro tra le truppe impegnate nella Battaglia di Parabiago del 1339, ma in realtà già nel 1220 Goffredo da Bussero cita una Chiesa di San Michele, dunque non è possibile con certezza far risalire la primissima datazione dell'antico tempietto.
Nel 1742 il Parroco Santini, in una relazione descrive brevemente lo stato dell'edificio religioso "Oratorium satis vetustus restauratus tamen meliori modo possibili" ("Oratorio abbastanza antico già restaurato nel miglior modo possibile"), quindi l'attuale versione dovrebbe essere una ristrutturazione quasi totale dell'antica chiesina, restauro risalente perciò all'incirca alla metà del XVII secolo.
La chiesetta risulta abbellita da due tele d'autore ignoto, una a destra dell'altare rappresenta San Michele in lotta con Lucifero (XVIII sec.), l'altra a sinistra del medesimo raffigura la Vergine incoronata da Cristo con Santi e l'Arcangelo (XVII sec.). Il tabernacolo risale al XIX secolo, come il campanile innalzato nel 1853.
A cavallo dei secolo XIX e XX esisteva accanto un asilo amministrato dalle Suore di San Vincenzo e fabbricato nel 1882 (oggi scomparso); mentre alla sua sinistra si apre l'ampia Piazza del Mercato, centro nevralgico del mercato rionale del giovedì mattina, della storica e popolare Fiera o Sagra di San Michele (ultimo lunedì di settembre), durante la quale i ristoratori ed i bar del centro organizzano "mangiate" di "casöra", nonché di altre manifestazioni più o meno importanti, tra i quali il Mondiale 2007 di Handbike, svoltosi a metà giugno 2007 e per il quale in piazza era stato allestito il villaggio atleti e le attrezzature per partenze, arrivi e premiazioni.